# Una ventana al futuro
Una ventana al futuro es un cortometraje independiente dirigido por Marc Vendrell y Sonia Antorveza, ganador del primer premio nacional CINEMAVIP-SONY España, delante 156 guiones procedentes de toda España.
Fue rodado con muy poco presupuesto. 

## Sinopsis
Cortometraje de época que relata el ambiente durante las proyecciones de las primeras películas de los hermanos Lumière. Sin ningún propósito documental histórico, destaca el gran impacto que ha generado la aparición del cinema en la gente de la época.
Dos niños intentan colarse en un teatro. "Lo que verán a continuación no lo van a olvidar jamás!"...

## Producción
La película se terminó de grabar en agosto de 2008. Se rodó en el viejo cine de Molins de Rey, en Cataluña, durante varios fines de semana, con trajes de época y con un calor extremo. Su estreno fue el 29 de marzo de 2009 en el teatro de la Joventut Catòlica de Molins de Rey.

## Reparto
- Jean Claude Ricquebourg ... Presentador
- Víctor Álvaro ... Ramón.
- Sergi Duatis ... Niño 1
- Ton Prieto... Niño 2
- Alfonso Viñas ... Espectador

## Festivales
- Seleccionado Festival Internacional de Cortometrajes de Móstoles 2010.

- Seleccionado Festival Art Nalón 2010, a Langreo.
- Seleccionado jornadas de cine Villa de Almúnia.
- Seleccionado Festival "Cinérail" 2010, París, Francia.
- Seleccionado Festival Internacional de Cortometrajes CINECULPABLE 09 de Vila-real.
- Seleccionado Muestra Nacional de Cortometrajes CinemAljavir, Madrid.
- Seleccionado 4ª Edición del festival internacional de cortometrajes "Proyector" de México.
- Seleccionado Cortometrajes Festival Internacional Córdoba - Argentina, mayo de 2010
- Seleccionado 4ª Edición del HELLinFILM de Hellín, Albacete.
- Seleccionado 10º Festival de Cortometrajes de Jerez.
- Seleccionado Picnick Festival de Santander.
- Seleccionado al certamen de cortometraje de la Fira Màgica de Santa Susana.

## Premios
- Ganador del primer premio ·CinemaVip - Sony. España, 05/09/2008.